# Franc Ksaver Gmeiner
Franc Gmeiner, avstrijski razsvetljenski filozof in teolog slovenskega rodu, * 6. januar 1752, Studenice pri Poljčanah, Štajerska, Habsburška monarhija (danes Slovenija), † 27. februar 1824, Gradec, Štajerska, Avstrijsko cesarstvo (danes Avstrija).

## Življenje
Rojen je bil 6. januarja 1752 v Studenicah pri Poljčanah (nem. Studenitz bei Windischfeistritz), šolal se je na Gimaziji v Mariboru in kasneje na Akademski gimnaziji v Gradcu. Filozofijo in teologijo je študiral na Univerzi v Gradcu, kjer je promoviral v doktorja filozofije (Dr.phil.) in bil posvečen v duhovniško službo leta 1774. Leto kasneje je promoviral še v doktorja teologije (Dr. theol.) Večino svojih del je napisal v nemščini. Leta 1777 je na univerzi začel predavati cerkveno pravo, leta 1784 pa je napredoval najprej v izrednega profesorja cerkvene zgodovine, kasneje pa še v rednega profesorja. V akademskem letu 1791/92 je bil rektor univerze. Med letoma 1802 in 1816 je vodil oddelek za filozofijo, 6. decembra 1816 je bil povišan v cesarskega svétnika. Upokojil se je leta 1822. Umrl je 27. februarja leta 1824 v Gradcu, nekdanje Avstrijsko cesarstvo.
Bil je zagovornik jožefizma in v skladu z reformami Jožefa II. se je zavzemal za uveljavitev poenotenega, narodnega jezika na področju literature in znanosti. Kljub slovenskim koreninam, pa je za skupni narodni jezik sprejel nemščino, saj je menil, da je bolje razvita in ima večjo zalogo izrazoslovja, s katerim se je potrebno izražati v umetnosti in filozofiji.
Zanimivo je, da se Gmeiner ni nikoli zanimal Kantovo filozofijo, ki je bila v tistem času močno razširjena povsod po Evropi. Bila je temelj razmišljanja številnih mlajših filozofov, ki so svojo mišljenje naravnali z deli takrat že znanega Kanta. Kljub razširjenosti Kantove filozofije se jo je Gmeiner izogibal in se držal svojega lastnega razmišljanja.
Filozofijo je raziskoval na nove načine, ki so se razlikovali od metod, ki so jih uporabljati filozofi v 18. stoletju. Najbolj znana in zanimiva metoda s katero je Gmeiner analiziral filozofijo je bil zgodovinski pregled, s katerim je iskal temelje filozofskega razmišljanja in opazoval v kakšnih okoliščinah so se pojavili. Nekajkrat je filozofska vprašanja raziskoval v obliki biografij, saj jim je dal "rojstvo", razvoj in nekaterim tudi "smrt" oz. nadomestitev ideje z bolj aktualno. V vseh njegovih delih lahko opazimo razsvetljenske ideje, ki so prepojile evropski literarni svet in sistematičen, skoraj znanstven pristop k iskanju resnice. Vsaki trditvi je skušal poiskati trdne dokaze, ki jo potrjujejo ali izključujejo, saj lahko samo s takimi trditvami opisujemo svet okoli nas.

## Filozofija
V obsežnem delu Literarna zgodovina nastanka in razvoja filozofije (Literärgeschichte des Ursprungs und Fortganges der Philosophie, 1788, 1789) Gmeiner raziskuje zgodovino filozofije od samega začetka, se pravi od pojava človeka, do filozofije, ki je bila aktualna v 18. stoletju. 
S pojavom človeka se pojavijo osnovne potrebe, ki pa so po Gmeinerju izvor vseh umetnosti. Prvotne potrebe so bile najbolj osnovne in primitivne in sicer potrebe po vodi, hrani, zaščiti pred naravo, zavetišče... Zadovoljevanje teh osnovnih potreb (beseda potreba v najožjem smislu) pa je izvor mehaničnih umetnosti, ki bi jih danes poimenovali veščine oziroma proizvodni načini. Takoj za zadovoljevanjem osnovnih potreb pa je zadovoljevanje udobja, ki pa je potreba v nekem širšem smislu. Predmet prijetnega je po Gmeinerju zadovoljstvo in to je izvor lepih ali bogatih umetnosti. Že iz tega Gmeiner sklepa, da je izvir vseh iznajdb potreba v ožjem kakor tudi v širšem pomenu.
Gmeiner svojo pozornost preusmeri na človekov odnos z družbo. Meni, da lahko le z nemotenim sodelovanjem zagotovi vse svoje materialne in duhovne potrebe. To sodelovanje pa omogoči ključna človekova pridobitev, ki ustvari znanost in filozofijo, in to je govor. Le ta nam omogoči prenos informacij in idej. Omogoči pa nam prenos umetnosti (tj. veščin) iz ene generacije v drugo, kar pa eksponentno pospeši učenje ter poveča napredek v znanosti znotraj vsake generacije. Gmeiner trdi, da je človek sam iznašel govor, kar po njegovem mnenju potrjujejo dejstva, da so pojmi v naravi vedno med seboj povezani (slušni vtisi so povezani z vidnimi). Posnemanje naravnih zvokov in njihovo povezovanje z drugimi čutnimi vtisi pa je osnova vseh jezikov, to pa je opazno skoraj pri vseh evropskih jezikih.
Jezik je omogočil razvoj izkustva, znanosti in vse učenosti. Pogosto ponavljajoče pojave so lahko izražali in iz njih potegniti splošna načela. Znanost je torej primerjanje večjih predmetov med seboj, kar pa pokaže nekatere skupne značilnosti in druge po katerih se razlikujejo. Iz teh spremenljivk pa je bil človek sposoben tvoriti abstraktne pojme ter celotno logično pojmovno mehaniko.
Za Gmeinerja je filozofsko spoznanje vpogled v temeljne vzroke reči ter sistematična povezanost vsega spoznanja. Opiše jo tudi sistem vrednosti o temeljnih vzrokih vseh reči torej o svetu.

### Implikacija Gmeinerjeve utemeljitve zgodovine filozofije
Z modelom razvoja človeškega mišljenja, razumevanja, filozofije in znanosti je Gmeiner pregledal in opredelil posamezna obdobja človeške zgodovine. Pri tem se je osredotočil na iskanje filozofskih misli, ki sistematično in objektivno opisujejo svet. Nerad se je zatikal za pripovedi in anekdote, ki v realnem in materialnem svetu nimajo korenitih utemeljitev. Osredotočil se je na filozofije, ki so opazovale ponavljajoče se kompleksne pojave v naravi in jih skušale poenotiti in opisati tako, da postanejo predvidljivi in nadzorljivi.
Antično Grčijo je opredelil, kot rojstvo prave pojmovne filozofije, ki se je spopadla z razlaganjem sveta. Zametke znanosti je našel že v pitagorejskem razumevanju števil, atomistični zasnovi zgradbe sveta in tudi v klasični grški filozofiji, kjer so znani misleci kot so Sokrat, Aristotel in Platon razvili osnove logike in objektivne resnice ter ustalili metode, s katerimi so tudi v kasnejših obdobjih raziskovali številna področja znanosti.
Čeprav pa je bil sam teolog, je trdil, da po Kristusovem rojstvu filozofija popolnoma spremeni smer proti utemeljevanju številnih verskih idej in dogem ter se neha ukvarjati z razvijanjem kulture in znanosti. Sledilo je namreč šest stoletij skoraj popolne teme, brez filozofije in znanosti. Kritiziral je mistiko in sholastiko. Številna dela so se mu po vsebini in načinu razvijanja teme zdela "smešna". Vsakdo, ki je bil dovolj zgovoren, je lahko zastavljal vprašanja, odgovarjanje katerih pa je močno zavirala Cerkev in njena etika. Logika je bila povsem zatrta, vsiljene pa so bile preproste ideje, ki so Cerkvi omogočale usmerjanje družbe in tudi države. Znanosti, ki so preučevale naravo so skoraj da povsem izginile.
Šele v humanizmu in renesansi pa se zopet pojavi razum. Osredje preučevanja postane človek, ne pa Bog. Pojavijo se nove znanosti ter izumi kot so tiskarstvo, ki so omogočili razvoj in širitev novih filozofskih mišljenj. Človek se poda tudi v nova odkrivanja, npr. odkritje novega sveta - Amerike. Pojavijo se številne osebe med katerimi so Kopernik, Luter, Descartes,..., ki stopijo direktno nasproti sholastični filozofiji. Učenjaki začnejo slediti človeškemu razumu ter naravne pojave začnejo razlagati z izkustvenimi dokazi, kasneje pa tudi s točnimi izmerjenimi podatki. Filozofija, ki se je v tem in v nadaljnjih obdobjih razvijala poleg znanosti, se je na njo močno opirala, določala raziskovalne metode, ter pred pojavom sociologije raziskovala človeško družbo. Gmeiner se v svojem življenju ni seznanil s filozofijo svojega časa – usmerjenost v preučevanje zgodovine filozofije.
V tem delu Literarna zgodovina nastanka in razvoja filozofije so najbolj razviden način filozofskega mišljenja, ki ga je razvil Franc Gmeiner. Njegova dela so izjemno sistematična in podrobna. Osredotočijo se na iskanje vzrokov ter utemeljitev na vse tudi če se to zdi samoumevno. Dela so zelo analitična in po navadi je razmišljanje prikazano linearno, tako da si dogodki, ideje in utemeljitve logično sledijo ena za drugo in se smiselno povezujejo. 
Za slovenski prostor je Gmeiner izredno pomemben, saj je slovenske Filozofe seznanil s podrobno zgodovino filozofije. Postavil je visok standard iskanja resnice z utemeljevanjem vzrokov vseh stvari. Slovenski in tudi širši evropski prostor je seznanil z opisovanjem zgodovine z življenjepisom (sistematično, vsak dogodek ima svoj čas in mu sladi naslednji dogodek). Bil je tudi vnet privrženec vpeljevanja narodnega jezika v filozofijo, kar pa je zanj bila nemščina. Svojo filozofijo je postavil na razsvetljenska, racionalistična načela, ki jih je prenesel tudi na slovenski prostor.

### Dela
Pisal je veliko teoloških spisov, nekatere tudi v latinskem jeziku. Z znanimi deli, kot so: 
- Beweis, daß die Ordensgelübde jener Orden, die der Landesfürst in seinen Staaten nicht mehr dulden will, ohne vorhergehende Dispens ihre Verbindlichkeit verlieren (1782),
- Epitome historiae ecclesiasticae (1787) – povzetek zgodovine cerkve,
- Institutiones iuris ecclesiastici (1792) – institucije cerkvenega prava,
- Specimen theologiae dogmaticae in systema redactae (1784),
- Schema encyclopediae theologicae (1786) – shema teološke enciklopedije
- Literärgeschichte des Ursprungs und Fortganges der Philosophie (1788, 1789)
- Annalen der österreichischen Literatur (1802)

Nobeno od njegovih del ni prevedeno v slovenščino. Njegovo filozofijo sta Slovencem predstavila Frane Jerman in Ivo Urbančič.